# جيمس ك. مارسترز
جيمس كارلايل مارسترز(بالإنجليزية: James Carlyle Marsters)‏ (5 أبريل 1924 - 28 يوليو 2009) كان أخصائي تقويم أسنان أصم في باسادينا ، كاليفورنيا الذي ساعد في عام 1964 على ابتكار أول جهاز مُبرِقة كاتبة يمكنه استخدام خطوط الهاتف. جعل الجهاز الاتصال عبر الهاتف ممكنًا للصم. على الرغم من أن روبرت ويتبريشت قام بالكثير من أعمال التصميم الفعلية، إلا أن مارسترز روج لاستخدام الجهاز.

## النشأة والمهنية
وُلد مارسترز في 5 أبريل 1924 في نورويتش ، نيويورك  لمدير تنفيذي لصيدلة يُدعى جاي مارسترز وزوجته آنا بيل، وهي ممرضة.
عندما كان صغيراً جداً، فقد مارسترز سمعته بسبب الحمى القرمزية والحصبة. ومع ذلك، فقد تعلم التحدث وقراءة الشفاه. تخرج من مدرسة رايت أورال للصم في مدينة نيويورك عام 1943. هناك التقى بجون تريسي، ابن سبنسر تريسي. في عام 1947 حصل مارسترز على درجة في الكيمياء من كلية الاتحاد في سكنيكتادي ، نيويورك.
تزوج مارسترز من جون تاوسيك، فنانة صماء أيضًا (تطلقا لاحقًا)، وذهب للعمل في مصنع ربطات عنق مملوك لوالدها. كان والد تاوسيك هو الذي اقترح عليه أن يصبح طبيب أسنان. على الرغم من أن درجات اختبار مارسترز كانت مرتفعة، إلا أن مدارس طب الأسنان رفضته بسبب صممه. بعد عامين ونصف من التقديم، وافقت جامعة نيويورك على قبوله على أساس مؤقت بشرط ألا يحصل على مساعدة خاصة. تخرج من جامعة نيويورك في عام 1952. كان يدعي أنه يمكن أن يسمع قليلا، للمساعدة في تهدئة مخاوف بعض أساتذته في كلية طب الأسنان. كما حلق بطائرة بين مدينتين حيث مارس مهنته، وادعى أن الراديو الخاص به لا يعمل بشكل صحيح وطلب من مراقبي الحركة الجوية ‏ استخدام الأضواء لإرشاده.
شجع جون تريسي، الذي يوجد اسمه في عيادة في لوس أنجلوس للأطفال المصابين بضعف السمع، مارسترز على أن يصبح أخصائي تقويم الأسنان، وفي عام 1954، وبعد دراساته في جامعة جنوب كاليفورنيا، بدأ ممارسة المهنة في باسادينا. بعد ذلك بفترة وجيزة، تزوج أليس أميليا دورسي، مديرة حضانة عيادة جون تريسي كلينيك. كان لدى مارسترز ثلاثة أطفال - جيمس مارسرز جونيو. كيميائي؛ جان مارسترز، طبيب؛ وغاي مارسترز، موسيقي. توفيت أليس في عام 2003. كان للزوجين حفيدان.  توفي مارسرز 28 يوليو 2009 من مرض في القلب. 

## دور في تطوير المُبرِقة الكاتبة
عندما كان مارسرز يتلقى مكالمة هاتفية، اعتمد على الآخرين للرد على الهاتف وقراءة شفاههم، وبعد ذلك كان يرد على الهاتف. في ذلك الوقت، كانت هناك شبكة برق كتابي للأعمال، لكنها كانت باهظة الثمن بالنسبة للأفراد. تعرف مارسترز على روبرت ويتبرخت، وهو فيزيائي أصم بمعهد ستانفورد للأبحاث، واقترح أن يبحث في إنشاء جهاز من شأنه أن يسمح للصم بالاتصال بأجهزة المُبرِقة الكاتبة عبر خطوط الهاتف.

### النموذج الأولي من المُبرِقة الكاتبة
اعتقد ويتبريشت أنه يمكن استخدام مقرنة صوتية (تعرف الآن باسم المودم) لتحويل الإشارات الكهربائية إلى نغمات يمكن إرسالها عبر الأسلاك. في الطرف المستقبل، تُعاد النغمات مرة أخرى إلى إشارات كهربائية بحيث يمكن طباعة الرسالة. بعد التواصل مع مارسترز، طور ويتبريشت مقرنا لقمع الصدى في نوفمبر 1963 لغرض الاستخدام على أجهزة المُبرِقة الكاتبة.   لقد حصلوا على آلات قديمة للتكنولوجيا الكاتبة المنقولة من ويستيرن يونيون ووزارة الدفاع وربطوها بأجهزة مودم ويتبريشت الأولية.
في عام 1964، نجح ويتبريشت في استخدام الجهاز لإجراء مكالمة هاتفية بعيدة المدى، إلى مارسترز. استغرق الأمر عدة محاولات، حتى ظهرت كلمات ويتبريشت بوضوح: «هل تطبعني الآن؟ دعنا الآن نتوقف ونتفاخر بالنجاح». جنبا إلى جنب مع المهندس أندرو ساكس (الأصم أيضا)، الذي أنشأ جده ساكس فيفث أفنيو ‏، أنشأ مارسترز وويتبرشت شركة الاتصالات التطبيقية في بلمونت ، كاليفورنيا لتصنيع المودم.  أقنع مارسترز الأشخاص الصم بتجربة الجهاز الجديد، مستخدمين أجهزة المُبرِقة الكاتبة المتبرَّع بها والتي قام المتطوعون الصم بتثبيتها وتسليمها وتركيبها في منازل الصم. كما ذهب إلى المستشفيات وإدارات مكافحة الحرائق، وطلب منهم تثبيت الأجهزة للاتصال في حالات الطوارئ.  قالت جان مارسترز، ابنته، إن والدها «كان المتحدث العام، وهو رجل قادر على فعل ما لا يريد ولا يقبل الهزيمة».

قبل أن يتم ذلك، كان على شركة الهاتف الموافقة على السماح باستخدام الجهاز عبر خطوط الهاتف. في ذلك الوقت كانت شركة الهاتف تمتلك خطوط الهاتف وجميع الهواتف (التي تم تأجيرها للمستهلكين)، وقد عارضوا هذه التقنية الجديدة. بيل ساكس، ابن أندرو، قال 
 لا يدرك الناس ذلك، لكن ما بيل كان لها السيطرة المطلقة على كيفية استخدام أدواتها، وكانت هناك عواقب وخيمة على... إرفاق أي شيء بأجهزتهم. شركات الهاتف كانت جالوت. هؤلاء السادة الثلاثة هم ديفيدز.  
 اضطر مارسترز وغيره من المدافعين عن الصم إلى التوجه إلى واشنطن للضغط من أجل الحصول على تقنين الاتصالات. بعد أربع سنوات في عام 1968، طلبت لجنة الاتصالات الفيدرالية من شركة إيه تي آند تي السماح باستخدام الأجهزة شريطة ألا تتسبب في حدوث مشكلات لعمليات شركة الهاتف.  هذا أزال العقبة الأخيرة أمام ما أصبح ثورة اتصالات الصم.
وفقا لهاري جي لانج، الأستاذ في المعهد الفني الوطني للصم في روتشستر ، نيويورك، «لقد كان بمثابة إعلان الاستقلال التكنولوجي للأشخاص الصم».  قال ابن مارسترز، جيم مارسترز جونيور. أن والده كان متواضعا، وكان يدعي أن «المجد ليس لي. لقد كان مجهود الكثيرين». أعطى معهد روشيستر للتكنولوجيا مارسرز درجة الدكتوراه الفخرية في عام 1996 ووضعت مودم مارسرز الذي استخدم لأول مكالمة مُبرِقة كاتبة للعرض في مكتبة والاس التذكارية. خدم مارسرز في المجلس الاستشاري NTID ، وفي عام 2000، أنشأ منحة دراسية للأشخاص الذين يعانون من ضعف السمع.

### الاستخدام المستمر للمُبرِقة الكاتبة
شركة الاتصالات للصم وضعاف السمع ‏ (TDI) بدأت في منح جائزة جيمس ك. ماسترز لأولئك الذين ساعدوا في توفير إمكانية الوصول للأشخاص ذوي الإعاقة.
قالت المؤلفة كارين بيلتز شتراوس إن عدد أجهزة المُبرقة الكاتبة زاد من 18 في عام 1966، إلى 30,000 بعد 40 عامًا. وقالت إن الإنترنت ربما نتج عنه انخفاض في استخدام الأجهزة بعد أن بلغت ذروتها في التسعينيات. 
لا يمكن للمُبرِقة الكاتبة التواصل مع مُبرِقة كاتبة أخرى إلا في أواخر الستينيات عندما طور مارسرز وساكس فكرة جعل مشغلي شركات الهاتف يتلقون رسالة مُبرِقة كاتبة ويقومون بنقلها صوتًا لسماعات الهواتف والعكس صحيح. إحدى المحاولات المبكرة لهذا الأمر لم تستمر بسبب التكلفة والضوضاء التي أحدثتها الآلات، لكن المفهوم أدى إلى اشتراط وجود خدمة مماثلة في قانون الأميركيين ذوي الإعاقة في عام 1990 والذي أصبح متاحًا على مستوى البلاد اليوم.
حلت شبكة الإنترنت محل المُبرِقة الكاتبة بشكل كبير، لكن خدمات الطوارئ تواصل استخدامها. 